# 下梨城
下梨城（しもなしじょう）は、富山県南砺市下梨にあった戦国時代の日本の城（山城）。藤井城とも。

## 概要

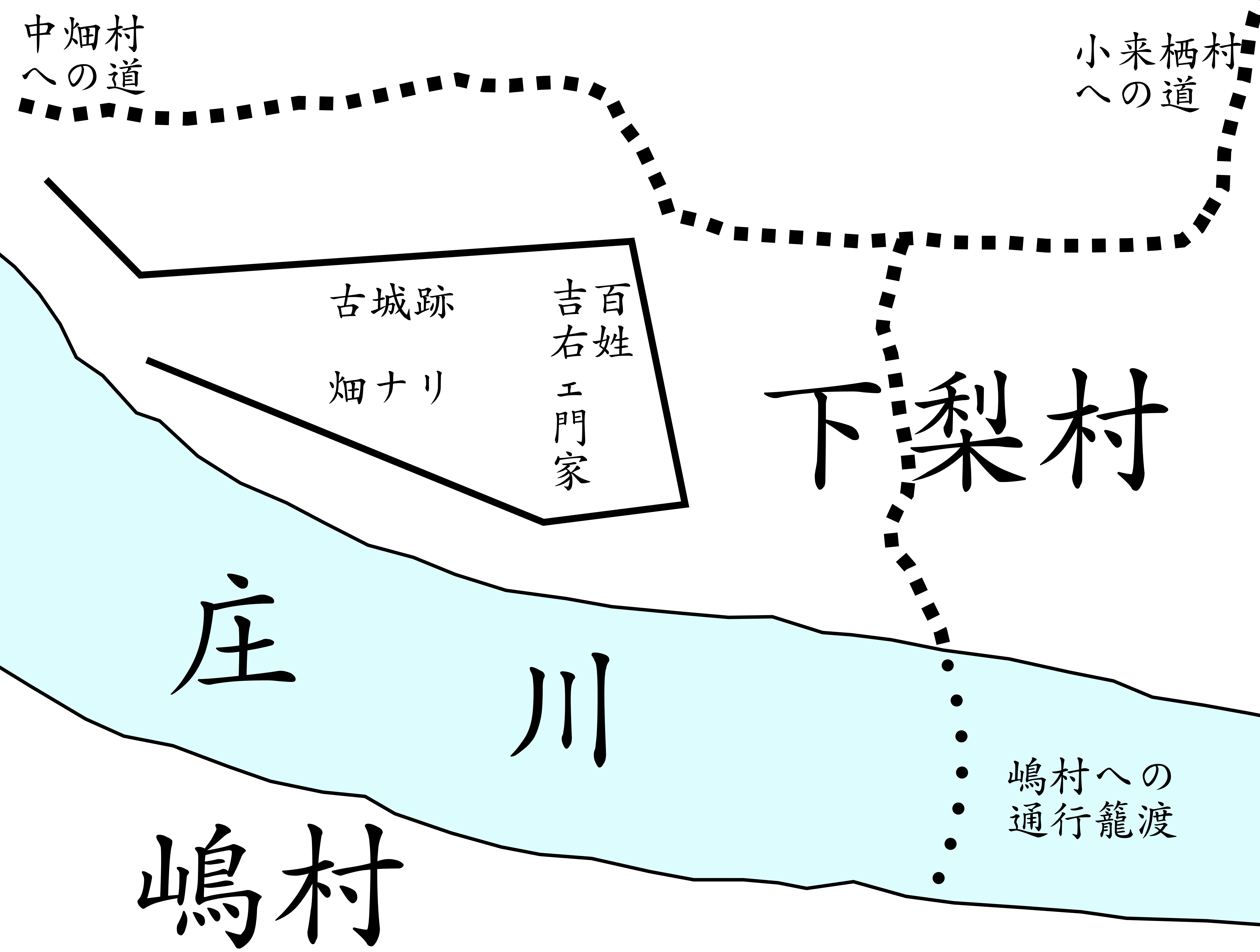
「五ヶ山下梨村領有之古城跡および捨馬御高札場見取絵図」に基づく下梨城絵図。

下梨城について、富田景周の『故墟考』では「金森長門守重直臣　藤井九郎右衛門拠れり」と紹介されている。
天文21年（1552年）10月27日付五箇山十日講起請文には「下梨谷の藤井与三兵衛」なる人物の名が挙げられており、藤井与三兵衛と藤井九郎右衛門とは近親関係にあるのではないかと考えられている。一方、「金森長門守重直」について、「金森重直」は実在するが慶長18年（1641年）に26歳で没した人物で、長門守を称した記録はない。逆に「長門守」を称したことのある金森重頼は江戸時代に入ってから元和元年に飛騨国主となった人物であり、他国（越中五箇山）の藤井氏を家臣としたとは考え難い。
「五ヶ山下梨村領有之古城跡および捨馬御高札場見取絵図」という図面が残されており、これによると城跡は南北40間程、東西5間程、高西北平地より5尺斗高し、下にて25間程、東南庄川まで30間斗であったという。この図面に基づくと下梨城は庄川左岸の断崖に臨んで築かれており、下梨平の水をせき止めると湖水に守られる、要害の城であった。場所は現在の南砺市役所平市民センター及びその西側駐車場に当たるが、遺構は残っていない。